# Tournoi de clôture du championnat du Mexique de football 2024
Navigation
Tournoi précédent Tournoi suivant
Le Tournoi Clausura 2024 (tournoi de clôture de la saison 2023-2024) est le cinquante-sixième tournoi saisonnier disputé au Mexique.
C'est la 110e fois que le titre de champion du Mexique est remis en jeu.
Initialement, chacun des dix-huit clubs participant au championnat sera confronté une fois aux dix-sept autres. Puis les meilleurs s'affronteront lors d'une phase finale à la fin de la saison.
Le Club América est le tenant du titre qui remporte de nouveau le championnat et son quinzième titre.

## Les dix-huit équipes participantes
Ce tableau présente les dix-huit équipes qualifiées pour disputer le championnat 2023-2024. On y trouve le nom des clubs, le nom des stades dans lesquels ils évoluent ainsi que la capacité et la localisation de ces derniers.
| Club                      | Stade                         | Capacité | Ville                    |
| Club América              | Stade Azteca                  | 87 000   | Mexico                   |
| Atlas FC                  | Stade Jalisco                 | 56 713   | Guadalajara              |
| Cruz Azul FC              | Stade Azteca                  | 87 000   | Mexico                   |
| CD Guadalajara            | Stade Omnilife                | 49 850   | Guadalajara              |
| FC Juárez                 | Stade olympique Benito-Juárez | 19 703   | Ciudad Juárez            |
| Club León                 | Stade León                    | 31 297   | León                     |
| Mazatlán FC               | Stade de Mazatlán             | 25 000   | Mazatlán                 |
| CF Monterrey              | Stade BBVA                    | 53 500   | Monterrey                |
| Club Necaxa               | Stade Victoria                | 25 994   | Aguascalientes           |
| CF Pachuca                | Stade Hidalgo                 | 30 000   | Pachuca                  |
| Club Puebla               | Stade Cuauhtémoc              | 51 726   | Puebla                   |
| Querétaro FC              | Stade Corregidora             | 35 575   | Santiago de Querétaro    |
| Atlético de San Luis      | Stade Alfonso-Lastras         | 25 709   | San Luis Potosí          |
| Club Santos Laguna        | Stade Corona                  | 30 000   | Torreón                  |
| Tigres UANL               | Stade Universitario           | 41 615   | San Nicolás de los Garza |
| Club Tijuana              | Stade Caliente                | 27 333   | Tijuana                  |
| Deportivo Toluca          | Stade Nemesio-Díez            | 30 000   | Toluca                   |
| Club Universidad Nacional | Stade olympique universitaire | 72 000   | Mexico                   |

Localisation des clubs
| \| Mexico: Club América Cruz Azul Universidad Querétaro Atlas CD Guadalajara Monterrey Tigres UANL Pachuca Mazatlán Toluca Santos Laguna I Mexico Puebla Tijuana León Necaxa FC Juárez San Luis \| |
| Mexico: Club América Cruz Azul Universidad Querétaro Atlas CD Guadalajara Monterrey Tigres UANL Pachuca Mazatlán Toluca Santos Laguna I Mexico Puebla Tijuana León Necaxa FC Juárez San Luis       |

## Compétition
Le Tournoi Clausura se déroule en deux phases :
- La phase de qualification : dix-sept journées de championnat.
- La phase finale : des matchs de classement et des confrontations aller-retour allant des quarts de finale à la finale.

### Phase de qualification
Lors de la phase de qualification les dix-huit équipes s'affrontent une fois selon un calendrier tiré aléatoirement.
Les six meilleures équipes sont directement qualifiées pour les quarts de finale.
Les équipes de la 7e à la 10e place jouent les Play-In, les deux équipes vainqueurs se qualifient pour les quarts de finale.
Le classement est établi sur le barème de points classique (victoire à 3 points, match nul à 1, défaite à 0).
Le départage final se fait selon les critères suivants :
- Le nombre de points.
- La différence de buts générale.
- La différence de buts particulière.
- Le nombre de buts marqué à l'extérieur.
- Le tirage au sort.

| Rang | Équipe                    | Pts | J  | G  | N | P  | Bp | Bc | Diff |
| ---- | ------------------------- | --- | -- | -- | - | -- | -- | -- | ---- |
| 1    | Club América T            | 35  | 17 | 10 | 5 | 2  | 30 | 12 | +18  |
| 2    | Cruz Azul FC              | 33  | 17 | 10 | 3 | 4  | 23 | 14 | +9   |
| 3    | Deportivo Toluca          | 32  | 17 | 9  | 5 | 3  | 38 | 23 | +15  |
| 4    | CF Monterrey              | 32  | 17 | 9  | 5 | 3  | 32 | 19 | +13  |
| 5    | Tigres UANL               | 31  | 17 | 9  | 4 | 4  | 34 | 23 | +11  |
| 6    | CD Guadalajara            | 31  | 17 | 9  | 4 | 4  | 24 | 17 | +7   |
| 7    | CF Pachuca                | 29  | 17 | 9  | 2 | 6  | 34 | 27 | +7   |
| 8    | Pumas UNAM                | 27  | 17 | 7  | 6 | 4  | 27 | 22 | +5   |
| 9    | Club Necaxa               | 27  | 17 | 7  | 6 | 4  | 30 | 29 | +1   |
| 10   | Querétaro FC              | 24  | 17 | 6  | 6 | 5  | 22 | 21 | +1   |
| 11   | Club León                 | 24  | 17 | 7  | 3 | 7  | 23 | 25 | -2   |
| 12   | FC Juárez                 | 16  | 17 | 4  | 4 | 9  | 19 | 26 | -7   |
| 13   | Club Atlético de San Luis | 16  | 17 | 5  | 1 | 11 | 25 | 35 | -10  |
| 14   | Mazatlán FC               | 16  | 17 | 4  | 4 | 9  | 21 | 32 | -11  |
| 15   | Club Santos Laguna        | 15  | 17 | 4  | 3 | 10 | 15 | 28 | -13  |
| 16   | Club Tijuana              | 14  | 17 | 2  | 8 | 7  | 21 | 30 | -9   |
| 17   | Atlas FC                  | 14  | 17 | 3  | 5 | 9  | 21 | 31 | -10  |
| 18   | Club Puebla               | 5   | 17 | 1  | 2 | 14 | 18 | 43 | -25  |

| Légende : Qualifications et relégations | Légende : Qualifications et relégations                                |
| --------------------------------------- | ---------------------------------------------------------------------- |
|                                         | Qualification directe pour le 1/4 de finale du play-off du championnat |
|                                         | Qualification pour le tournoi Play-In                                  |
|                                         | T Tenant du titre                                                      |

### La Liguilla
Les dix équipes qualifiées sont réparties dans le tableau final d'après leur classement général. L'équipe la moins bien classée accueille lors du match aller et la meilleure lors du match retour.
Les équipes placées de la 7e à la 10e place jouent la phase de Play-In pour se qualifier pour les quarts de finale.
En cas d'égalité lors du match de classement, une séance de tirs au but a lieu.
En cas d'égalité lors des autres tours, c'est l'équipe la mieux classée qui se qualifie. Par contre lors de la finale, si les deux équipes sont à égalité sur la somme des deux matchs une prolongation puis une séance de tirs au but ont lieu.

#### Play-In
|    |                        |                        |                        |  |                        |                        |                        |  |   |             |                       |                       |  |
|    | Match pour la 7e place |                        |                        |  |                        |                        |                        |  |   |             |                       |                       |  |
|    | 7                      | 0CF Pachuca            | 0(3)                   |  |                        |                        |                        |  |   |             | Qualifiés en Playoffs | Qualifiés en Playoffs |  |
| 8  | 0Pumas UNAM            | 0(5)                   |                        |  | Match pour la 8e place | Match pour la 8e place | Match pour la 8e place |  |   | 7           | 0Pumas UNAM           |                       |  |
|    |                        |                        |                        |  | 7                      | 0CF Pachuca            | 2                      |  | 8 | 0CF Pachuca |                       |                       |  |
|    | Match pour la 9e place | Match pour la 9e place | Match pour la 9e place |  | 9                      | 0Club Necaxa           | 1                      |  |   |             |                       |                       |  |
|    | 9                      | 0Club Necaxa           | 1(3)                   |  |                        |                        |                        |  |   |             |                       |                       |  |
| 10 | 0Querétaro FC          | 1(2)                   |                        |  |                        |                        |                        |  |   |             |                       |                       |  |

#### Tableau
|  |                  |               |                |               |               |              |                   |            |            |            |            |            |              |     |        |        |        |        |        |  |  |
|  | 1/4 de finale    | 1/4 de finale | 1/4 de finale  | 1/4 de finale | 1/4 de finale |              |                   | 1/2 finale | 1/2 finale | 1/2 finale | 1/2 finale | 1/2 finale |              |     | Finale | Finale | Finale | Finale | Finale |  |  |
|  |                  |               |                |               |               |              |                   |            |            |            |            |            |              |     |        |        |        |        |        |  |  |
|  |                  |               |                |               |               |              |                   |            |            |            |            |            |              |     |        |        |        |        |        |  |  |
|  | Club América     | (1)           | 1              | 1             | 2             |              |                   |            |            |            |            |            |              |     |        |        |        |        |        |  |  |
|  | Club América     | (1)           | 1              | 1             | 2             |              |                   |            |            |            |            |            |              |     |        |        |        |        |        |  |  |
|  | CF Pachuca       | (8)           | 2              | 2             | 2             |              |                   |            |            |            |            |            |              |     |        |        |        |        |        |  |  |
|  | CF Pachuca       | (8)           | 2              | 2             | 2             | Club América | (1)               | 0          | 1          | 1          |            |            |              |     |        |        |        |        |        |  |  |
|  |                  |               |                |               |               | Club América | (1)               | 0          | 1          | 1          |            |            |              |     |        |        |        |        |        |  |  |
|  |                  |               | CD Guadalajara | (6)           | 0             | 0            | 0                 |            |            |            |            |            |              |     |        |        |        |        |        |  |  |
|  | Deportivo Toluca | (3)           | CD Guadalajara | (6)           | 0             | 0            | 0                 | 0          | 0          | 0          |            |            |              |     |        |        |        |        |        |  |  |
|  | Deportivo Toluca | (3)           |                |               |               |              | 23 et 26 mai 2024 | 0          | 0          | 0          |            |            |              |     |        |        |        |        |        |  |  |
|  | CD Guadalajara   | (6)           | 1              | 0             | 1             |              |                   |            |            |            |            |            |              |     |        |        |        |        |        |  |  |
|  | CD Guadalajara   | (6)           | 1              | 0             | 1             |              |                   |            |            |            |            |            | Club América | (1) | 1      | 1      | 2      |        |        |  |  |
|  |                  |               |                |               |               |              |                   |            |            |            |            |            | Club América | (1) | 1      | 1      | 2      |        |        |  |  |
|  |                  | Cruz Azul FC  | (2)            | 1             | 0             | 1            |                   |            |            |            |            |            |              |     |        |        |        |        |        |  |  |
|  | Cruz Azul FC     | Cruz Azul FC  | (2)            | 1             | 0             | 1            | (2)               | 2          | 2          | 4          |            |            |              |     |        |        |        |        |        |  |  |
|  | Cruz Azul FC     |               |                |               |               |              | (2)               | 2          | 2          | 4          |            |            |              |     |        |        |        |        |        |  |  |
|  | Pumas UNAM       | (7)           | 0              | 2             | 2             |              |                   |            |            |            |            |            |              |     |        |        |        |        |        |  |  |
|  | Pumas UNAM       | (7)           | 0              | 2             | 2             | Cruz Azul FC | (2)               | 1          | 1          | 2          |            |            |              |     |        |        |        |        |        |  |  |
|  |                  |               |                |               |               | Cruz Azul FC | (2)               | 1          | 1          | 2          |            |            |              |     |        |        |        |        |        |  |  |
|  |                  |               | CF Monterrey   | (4)           | 0             | 2            | 2                 |            |            |            |            |            |              |     |        |        |        |        |        |  |  |
|  | CF Monterrey     | (4)           | CF Monterrey   | (4)           | 0             | 2            | 2                 | 2          | 1          | 3          |            |            |              |     |        |        |        |        |        |  |  |
|  | CF Monterrey     | (4)           |                |               |               |              |                   | 2          | 1          | 3          |            |            |              |     |        |        |        |        |        |  |  |
|  | Tigres UANL      | (5)           | 1              | 1             | 2             |              |                   |            |            |            |            |            |              |     |        |        |        |        |        |  |  |
|  | Tigres UANL      | (5)           | 1              | 1             | 2             |              |                   |            |            |            |            |            |              |     |        |        |        |        |        |  |  |

- En gras : le score cumulé
- En quart et en demi-finale, en cas d'égalité le club le mieux placé du classement est qualifié pour le tour suivant.

### Classement cumulé
Le classement cumulé de la saison (tournoi d'ouverture et tournoi de clôture) détermine les qualifications pour la Coupe des champions de la CONCACAF 2025, les deux champions et vice-champions sont automatiquement qualifiés.
| Rang | Équipe                    | Pts | J  | G  | N  | P  | Bp | Bc | Diff |
| ---- | ------------------------- | --- | -- | -- | -- | -- | -- | -- | ---- |
| 1    | Club América T            | 75  | 34 | 22 | 9  | 3  | 67 | 26 | +41  |
| 2    | CF Monterrey              | 65  | 34 | 19 | 8  | 7  | 59 | 34 | +25  |
| 3    | Tigres UANL               | 61  | 34 | 17 | 10 | 7  | 66 | 41 | +25  |
| 4    | CD Guadalajara            | 58  | 34 | 17 | 7  | 10 | 46 | 39 | +7   |
| 5    | Pumas UNAM                | 55  | 34 | 15 | 10 | 9  | 54 | 40 | +14  |
| 6    | Deportivo Toluca          | 53  | 34 | 14 | 11 | 9  | 61 | 42 | +19  |
| 7    | CF Pachuca                | 51  | 34 | 14 | 9  | 11 | 50 | 54 | -4   |
| 8    | Cruz Azul FC              | 50  | 34 | 15 | 5  | 14 | 44 | 43 | +1   |
| 9    | Club León                 | 47  | 34 | 13 | 8  | 13 | 46 | 47 | -1   |
| 10   | Querétaro FC              | 43  | 34 | 11 | 10 | 13 | 40 | 50 | -10  |
| 11   | Club Necaxa               | 42  | 34 | 10 | 12 | 12 | 48 | 56 | -8   |
| 12   | Club Atlético de San Luis | 39  | 34 | 12 | 3  | 19 | 56 | 61 | -5   |
| 13   | Club Santos Laguna        | 38  | 34 | 11 | 5  | 18 | 46 | 62 | -16  |
| 14   | Mazatlán FC               | 38  | 34 | 10 | 8  | 16 | 46 | 59 | -13  |
| 15   | Club Tijuana              | 34  | 34 | 8  | 10 | 16 | 44 | 56 | -12  |
| 16   | FC Juárez                 | 34  | 34 | 9  | 7  | 18 | 43 | 60 | -17  |
| 17   | Atlas FC                  | 31  | 34 | 7  | 10 | 17 | 35 | 55 | -20  |
| 18   | Club Puebla               | 30  | 34 | 8  | 6  | 20 | 42 | 68 | -26  |

| Légende : Qualifications et relégations | Légende : Qualifications et relégations                       |
| --------------------------------------- | ------------------------------------------------------------- |
|                                         | Qualification pour la Coupe des champions de la CONCACAF 2025 |
|                                         | T Tenant du titre                                             |

- Cruz Azul FC est qualifié pour la Coupe des champions de la CONCACAF 2025 en tant que vice-champion du tournoi de clôture.

## Relégation
Depuis la saison 2020-2021, la promotion et la relégation entre la Liga MX et la Liga de Expansión MX ont été suspendues.

## Bilan du tournoi
| Tournoi de clôture du championnat de football du Mexique 2023-2024 | |
| Champion                                                           | Club América (15e titre)                                                                                |
| Dauphin                                                            | Cruz Azul FC                                                                                            |
| Qualifications continentales                                       | |
| Coupe des champions 2025                                           | Club América (vainqueur tournoi d'ouverture et clôture)                                                 |
| Coupe des champions 2025                                           | Tigres UANL (vice-champion tournoi d'ouverture)                                                         |
| Coupe des champions 2025                                           | Cruz Azul FC (finaliste tournoi de clôture)                                                             |
| Coupe des champions 2025                                           | CF Monterrey (premier classement cumulé 2023-24 non qualifié)                                           |
| Coupe des champions 2025                                           | CD Guadalajara (suivant du classement cumulé 2023-24) Pumas UNAM (suivant du classement cumulé 2023-24) |